# Никольское (аэропорт)
Аэропорт «Никольское» — региональный аэропорт, расположен в 4 км к юго-востоку от села Никольское на острове Беринга в Алеутском районе Камчатского края. Обеспечивает регулярное авиасообщение с Петропавловском-Камчатским (550 км) и Усть-Камчатском (240 км).

## Принимаемые типыВС
Ан-2, Ан-28, Л-410 и др. типы ВС 3-4 класса, вертолёты всех типов. Максимальный взлётный вес воздушного судна 6 тонн.

## Показатели деятельности
| год        | 2014 | 2015 | 2016 | 2017 |
| пассажиров | 2272 | 1998 | 2005 | 1863 |
| Источники: |      |      |      |      |